# Itäranta
Itäranta est un quartier de Kotka en Finlande.

## Présentation
Itäranta est un quartier du nord-est de Kotka sur la côte du golfe de Finlande.
Itäranta est bâti de maisons individuelles, dont certaines ont été construites dans les années 1920 et 1930. 
La plupart des maisons sont des maisons pour hommes du front, qui ont été construites peu après la Seconde Guerre mondiale.
Longue de 3,5 km, la boucle d'Itäranta est un sentier de randonnée prisée.

## Transports
Itäranta est desservi par les bus suivants:
- 6 Norskankatu-Suulisniemi
- 6 Karhula-Suulisniemi-Norskankatu
- 25 Norskankatu-Mussalo-Karhuvuori-Karhula
- 5B Karhula-Sunila-Tiutinen-Suulisniemi
- 5B Karhula-Tiutinen
- 13PA Karhula-Koivula-Keltakallio-Itäranta-Isännänraitti-Prisma
- 15PA Leikari-Suulisniemi-Karhula-Korkeakoski-Karhuvuori-Kotka